# 4096
4096（四千九十六、よんせんきゅうじゅうろく）は、自然数また整数において、4095の次で4097の前の数である。

## 性質
- 4096は合成数であり、約数は1, 2, 4, 8, 16, 32, 64, 128, 256, 512, 1024, 2048, 4096である。
  - 約数の和は8191。
    - 約数の和が素数になる12番目の数である。1つ前は3481、次は5041。

  - 4096 × σ(4096) = 33550336 (ただし σ は約数関数)
    - 約数の和と元の数との積が完全数になる5番目の超完全数である。1つ前は64、次は65536。(オンライン整数列大辞典の数列 A019279)

  - 約数を13個もつ最小の数である。次は531441。
    - 約数を n 個もつ最小の数とみたとき、1つ前の12個は60、次の14個は192。(オンライン整数列大辞典の数列 A005179)
- 4096 = 642
  - 64番目の平方数である。1つ前は3969、次は4225。
  - n = 2 のときの 64n の値とみたとき1つ前は64、次は262144。
- 4096 = (2 × 32)2
  - n = 32 のときの (2n)2 の値とみたとき1つ前は3844、次は4356。(オンライン整数列大辞典の数列 A016742)
- 4096 = (4 × 16)2
  - n = 16 のときの (4n)2 の値とみたとき1つ前は3600、次は4624。(オンライン整数列大辞典の数列 A016802)
- 4096 = (8 × 8)2
  - n = 8 のときの (8n)2 の値とみたとき1つ前は3136、次は5184。(オンライン整数列大辞典の数列 A017066)
- 4096 = 163
  - 16番目の立方数である。1つ前は3375、次は4913。
    - n = 3 のときの 16n の値とみたとき1つ前は256、次は65536。
- 4096 = (2 × 8)3
  - n = 8 のときの (2n)3 の値とみたとき1つ前は2744、次は5832。(オンライン整数列大辞典の数列 A016743)
  - n = 2 のときの (8n)3 の値とみたとき1つ前は512、次は13824。(オンライン整数列大辞典の数列 A017067)
- 4096 = (4 × 4)3
  - n = 4 のときの (4n)3 の値とみたとき1つ前は1728、次は8000。(オンライン整数列大辞典の数列 A016803)
- 4096 = 84
  - 8番目の4乗数 (二重平方数)である。1つ前は2401、次は6561。
  - n = 4 のときの  8n の値とみたとき1つ前は512、次は32768。
- 4096 = (2 × 4)4
  - n = 4 のときの (2n)4 の値とみたとき1つ前は1296、次は10000。(オンライン整数列大辞典の数列 A016744)
  - n = 4 のときの (2n)n の値とみたとき1つ前は216、次は100000。(オンライン整数列大辞典の数列 A062971)
  - n = 2 のときの (4n)4 の値とみたとき1つ前は256、次は20736。(オンライン整数列大辞典の数列 A016804)
- 4096 = 46
  - 4番目の6乗数である。6乗数は平方数でもあり立方数でもある累乗数である。1つ前は729、次は15625。
  - n = 6 のときの 4n の値とみたとき1つ前は1024、次は16384。
  - n = 3 のときの 4n! の値とみたとき1つ前は16、次は281474976710656。(オンライン整数列大辞典の数列 A101407)
- 4096 = 212
  - 2番目の12乗数である。12乗数は平方数、立方数、4乗数の3つを兼ねそろえた数である。1つ前は1、次は531441。
  - 12番目の2の累乗数である。1つ前は2048、次は8192。
  - 十二進法では 210、六進法では220 となる。
  - 素因数に2が含まれているN進法では、逆数が有限小数になる。
    - 例：1/30544(6) = 0.000015220213(6)、1/4096(10) = 0.000244140625(10)
- 4096 = 40×9+6
  - 54番目のフリードマン数である。1つ前は4088、次は4106。
    - 13番目のナイスフリードマン数である。1つ前は3972、次は6455。
    - 平方数がフリードマン数になる9番目の数である。1つ前は2916、次は4624。
    - 立方数がフリードマン数になる4番目の数である。1つ前は3375、次は9261。
- 4096 = 1 × 4 × 16 × 64
  - 初項 1、公比 4 の等比数列における第4項までの総乗である。1つ前は64、次は1048576。(オンライン整数列大辞典の数列 A053763) 
    - この値は n = 4 のときの 2n(n − 1) の値である。
- 約数の和が4096になる数は2個ある。(2667, 3937) 約数の和2個で表せる219番目の数である。1つ前は4088、次は4123。
- 各位の和が19になる236番目の数である。1つ前は4087、次は4159。

## その他 4096 に関連すること
- 4096 バイトは、八進法 (010000) や十六進法 (0x1000) で切りの良いデータ量であるため、コンピュータ関連の規格や仕様でよく使う。
- RGB 三原色の各原色を十六進法の一桁で表すことのできる 16 階調から選ぶと、4096 色を表せる( 16×16×16=4096 )。自然な色調を表すのに最低限必要な色数であるため、萌芽期のカラー表示技術にとって一つの目標となる。
  - SMC-777C、PC-9801 シリーズの PC-9801U 以降は、4096 色中 16 色をパレットを使って表せた。
  - FM77AV、X1turboZは、4096 色同時発色が可能だった。
- HLLP.4096 は、コンピュータ・ウイルス[1]。
- 4096×2160